# گوسرسوایلر-شتاین
گوسرسوایلر-شتاین (به آلمانی: Gossersweiler-Stein) یک شهر در آلمان است که در زودلیشه واینشتراسه واقع شده‌است. گوسرسوایلر-شتاین ۱٬۴۷۷ نفر جمعیت دارد.